# Harold Reynolds
Harold Craig Reynolds (Eugene, Oregón, 26 de noviembre de 1960), más conocido como Harold Reynolds, es un exjugador profesional estadounidense de béisbol que se desempeñó en la posición de segunda base en las Grandes Ligas de Béisbol (MLB). Logró obtener tres Guantes de Oro.

## Carrera
Reynolds jugó como profesional diez temporadas en Seattle Mariners (1983-1992), después pasó a Baltimore Orioles (1993), luego a California Angels, donde jugó una temporada (1994), y fue el equipo en el que se retiró.

## Premios
Fue galardonado con el Guante de Oro en tres oportunidades (1988, 1989 y 1990).